# Neobursaridium gigas
Neobursaridium, Neobursaridiidae
Famille
Genre
Espèce
Neobursaridium gigas, unique représentant du genre Neobursaridium et de la famille des Neobursaridiidae, est une espèce de Ciliés de l’ordre des Peniculida (classe des Oligohymenophorea).

## Étymologie
Le nom Neobursaridium est composé du préfixe neo, « nouveau », et de bursaridium, par allusion au genre Bursaridium Lauterborn, 1894, de la famille des Bursaridiidae. Enrique Balech (d) décrivit le genre en 1941 en raison de sa ressemblance avec Bursaridium, mais lui donna un nouveau nom peut-être en raison de la taille de ce cilié.
Par ailleurs, le nom Bursaridium dérive du grec ancien βυρσα / byrsa, « peau apprêtée ; outre ; bourse », en raison de l'aspect de l'organisme « en forme de poche » selon R. Lauterborn.

## Description
Neobursaridium a une grande taille (jusqu'à plus de 700 μm de longueur). Sa forme est ovoïde allongée, généralement arrondie et plus large à l'extrémité antérieure. Il vit en natation libre. Sa ciliation somatique est holotriche (c'est-à-dire homogène), dense, avec une vaste zone faussement adorale « d'aspect hétéroriche » de polykinétidés, en fait formée par des paratènes transversaux de kinés somatiques, situées dans une zone prébuccale sous la forme d'un sillon pré-oral très élargi occupant la moitié antérieure du corps. Sa région buccale est médio-ventrale, expansive, avec un polykinétide oral interne ou pourvu, à droite, d'un « quadrulus », c'est-à-dire de quatre rangées ciliaires largement espacées. Son macronoyau est en forme d'haltère. Il possède de multiples micronoyaux, deux vacuoles contractiles et un cytoprocte. Il est carnivore sur d'autres ciliés.

## Habitat et répartition
Neobursaridium vit dans des habitats d'eau douce. Il a été observé uniquement dans des régions pantropicales.

## Systématique
Le nom valide complet (avec auteur) de ce taxon est Neobursaridium gigas Balech (d), 1941.

## Publication originale
- (es) E. Balech, « Neobursaridium gigas n. gen. n. sp. de ciliado heterotrico », Physis, Buenos Aires, vol. 19,‎ 1941, p. 29-35 (ISSN 0373-6709).